# Horecava
De Horecava is een sinds 1957 in Amsterdam gehouden vakbeurs voor de horeca. Het is de grootste horecabeurs in Nederland.

## Geschiedenis
Het initiatief voor een nationale horecabeurs werd in 1953 door Gerrit Staalman genomen, die in het horecatijdschrift Misset Horeca, waar hij adviseur was, pleitte voor zo'n beurs. De eerste beurs werd gehouden in 1957 door de Nederlandse Vakbeurs Organisatie. Sinds 1959 wordt de beurs in het RAI-gebouw gehouden. Na groei in de jaren daarna is in 1995 de beslissing genomen om alleen nog bezoekers die aan kunnen tonen werkzaam te zijn in de horeca toe te laten. Vanaf dit jaar is ook besloten door de grotere brouwers, koffieproducenten, en exposanten van grootkeukens om nog maar eens in de twee jaar, op de even jaren, aan de beurs deel te nemen. Ook organiseren zij jaarlijks het NK Horeca.

## Tentoonstellingen
De Horecava heeft verschillende paviljoens, met exposanten uit verschillende secties van horeca en catering.

### Innovatie
Sinds 2001 wordt in het innovatiepaviljoen de Horecava Innovation Award uitgereikt in de categorieën Food & Beverage, Interior & Design, Equipment en Concepts.

### Wine Professional
The Wine Professional is een wijnexpositie die samen met de Horecava wordt gehouden sinds 2003. Het wordt georganiseerd door The Wine and Food association, en is geen onderdeel van de Horecava organisatie.